# Amblymora multiguttata
Amblymora multiguttata är en skalbaggsart som beskrevs av Stefan von Breuning 1948. Amblymora multiguttata ingår i släktet Amblymora och familjen långhorningar.
Artens utbredningsområde är Sulawesi. Inga underarter finns listade i Catalogue of Life.